# زوحيفانية
الزوحيفانية (الاسم العلمي:Caulerpaceae) هي فصيلة من النباتات تتبع رتبة الخثيات الخضراء من طائفة الأشنيات الأولفانية.

## الأجناس
- الزوحيفان